# 드미트리 시초프
드미트리 예브게니예비치 시초프(러시아어: Дмитрий Евгеньевич Сычёв, Dmitri Yevgenyevich Sychev, 1983년 10월 26일, 러시아 SFSR 옴스크 ~ )는 러시아의 전 축구 선수로, 포지션은 스트라이커였다. 시초프는 "러시아의 마이클 오언"으로 불리기도 했는데, 이는 블라디미르 베스차스트니흐 이후 가장 두드러지는 러시아의 영스타로 여겨졌기 때문이었다.

## 선수 경력
시초프는 옴스크에서 태어나, 상트페테르부르크의 스파르타크 탐보프 유스 아카데미에서 선수 생활을 시작하였다. 2000년 당시 러시아 2부 리그의 스파르타크 탐보프에서 프로 선수 생활을 시작했으며, 팀에서 두각을 나타내 국내외의 클럽에게 영입 제안을 받아 프랑스의 낭트, 메스의 시험을 받았으나, 2002년 스파르타크 모스크바로 이적하였다. 일 년 동안만 소속했으나 18경기에서 9골을 득점하였으며, 스파르타크 모스크바에서의 활약을 주목받아 18세의 나이에 2002년 FIFA 월드컵 러시아 대표팀 선수 명단에 들었다.
2002년 프랑스 르샹피오나의 마르세유와 5년 계약을 맺고 이적했지만, 디디에 드로그바의 그림자에 가려 실력을 발휘하지 못했고, 2004년 FC 로코모티프 모스크바와 4년 계약을 맺고 이적해 팀의 2004년 러시아 프리미어리그 우승, 2005년 러시아컵 우승, 2005년 독립국가연합컵 우승, 2007년 러시아컵 우승에 공헌하였다. 2004년에는 러시아 올해의 선수상을 받기도 하였다.
러시아 축구 국가대표팀에는 2002년 18세 222일이라는, 소비에트 연방과 러시아를 통틀어 가장 어린 나이에 데뷔하였으며, 2002년 FIFA 월드컵 러시아 대표팀에도 발탁되어 조별 리그 3차전 벨기에와의 경기에서 팀의 두 번째 골을 넣기도 했는데, 시초프의 이 골은 역대 FIFA 월드컵의 네 번째 최연소 득점 기록이다. 오스트리아와 스위스에서 펼쳐진 UEFA 유로 2008의 러시아 선수 명단에도 들은 바 있으며, 소속팀인 로코모티브 모스크바에서는 스트라이커로 뛰나, 러시아 대표팀에선 공격형 미드필더로 기용되었다.

## 수상
로코모티프 모스크바
- 2004년 러시아 프리미어리그 우승
- 2005년 러시아 슈퍼컵 우승
- 2006-07 러시아 컵 우승

 러시아
- UEFA 유로 2008 4강

개인
- 2004년 러시아 프리미어리그 올해의 선수상 (Sport-Express)
- 2004년 러시아 프리미어리그 올해의 선수상 (Futbol)